# دانيال لوبيز راموس
دانيال لوبيز راموس (بالإسبانية: Daniel López Ramos)‏ (24 نوفمبر 1976 بشريش في إسبانيا - ) هو لاعب كرة قدم إسباني في مركز الدفاع. لعب مع بوليديبورتيفو إيخيذو وريال أوفييدو ونادي ألباسيتي ونادي خيريث ونادي قرطبة ونادي لاس بالماس.

## وصلات خارجية
- دانيال لوبيز راموس على موقع Soccerway.com (الإنجليزية)